# Isostenosmylus morenoi
Isostenosmylus morenoi is een insect uit de familie watergaasvliegen (Osmylidae), die tot de orde netvleugeligen (Neuroptera) behoort. 
Isostenosmylus morenoi is voor het eerst wetenschappelijk beschreven door Navás in 1928. De soort komt voor in Ecuador.